# Sadullah Ergin
Sadullah Ergin né le 6 juillet 1964 à Antakya, est un avocat et homme politique turc.
Diplômé de la faculté de droit de l'Université d'Ankara en 1987. Président de la fédération de Hatay de Parti du bien-être et Parti de la vertu. Il est le président fondateur de la fédération de Hatay de Parti de la justice et du développement (AKP), député de Hatay (2002-2015), vice-président du groupe d'AKP dans la Grande assemblée nationale de Turquie (2003-2009), ministre de la justice (2009-2011 et 2011-2013), aux élections municipales de 2014, il est candidat d'AKP pour la métropole de Hatay mais il est battu par Lütfü Savaş candidat du CHP. Il cofonde en 2020 avec Ali Babacan Parti pour la démocratie et le progrès (DEVA) et devient le secrétaire général de ce parti, il est actuellement le vice-président de DEVA chargé des fédérations. Il est élu député en 2023 dans la première circonscription d'Ankara sous la bannière du CHP.